# 長谷川あゆみ
長谷川 あゆみ（はせがわ あゆみ、1986年7月15日 - ）は、日本のAV女優。

## 略歴
石川県出身。2006年AVデビュー。

## 作品
2006年
- 中性少女 デビューシンドローム（3月1日、ワンズファクトリー）
- うっかりマンコが出てました（4月1日、ワンズファクトリー）
- 快楽主義宣言（5月1日、ワンズファクトリー）
- レズと露出と潮吹き（6月1日、ワンズファクトリー）共演:結衣
- 制服が似合う素敵な娘 4（7月8日、オーロラプロジェクト）
- 女子校生監禁凌辱 鬼畜輪姦バスジャック[特別編]（9月7日、アタッカーズ）共演:月神サラ、松下ゆうか、椎名りく
- 女子校生監禁凌辱 鬼畜輪姦64（10月7日、アタッカーズ）
- くノ一拷問凌辱 2 隠密散華の章（12月7日、アタッカーズ）共演:原千尋、MEW

2007年
- 奴隷島 第七章 貞操帯の女（1月7日、アタッカーズ）共演:加瀬あゆむ、木村那美、MAYA
- Les-noir4 肉奴隷調教飼育（2月7日、アタッカーズ）共演:米倉夏弥、西村あみ、桜田さくら、月野くるみ
- 萌えあがる募集若妻 淫らに狂い出す身売りわかづま 69 あゆみさん（4月20日、プレステージ）
- テカリコスメ（6月1日、プレステージ）共演:矢田あゆみ、南原香織
- 新・戦争悲話スペシャル 陵辱女学生 地下牢（6月7日、ヒビノ）共演:さくらりこ
- IP OFFICE（7月1日、アイデアポケット）共演:星野美空、池野朋、黒崎ルナ、飯田さやか、松嶋侑里、秋本由香里、さくらりこ、美咲沙耶、愛音ゆう、藤本さおり、仲村もも、大沢佑香
- 拷問の館2（7月7日、アタッカーズ）
- 絶対調教4 ～いい女が狂うまで～（8月7日、アタッカーズ）共演:真鍋あや、平松アンリ
- 居酒屋で客にバレないように強制SEX 3（8月25日、ブリット）
- 近親妻 禁断の関係に萌えあがる人妻たち（9月8日、隼エージェンシー）他出演:紅月ルナ、加瀬あゆむ、雨音しおん、牧野ゆうひ
- 犯られた人妻たち 第9章 中出しされる5人の人妻（9月18日、Nadeshiko(なでしこ））他4名出演
- W浣腸アドレナリン爆破 長谷川あゆみ×姫野愛（9月19日、ドグマ）共演:姫野愛
- 借金娘の奴隷返済（9月25日、ながえスタイル）他出演:葉月麗、日向小春、葵るり
- 万引き優等女学生（9月25日、ながえスタイル）他出演:牧野あこ
- ふたなり学園（9月30日、イマージュ）共演:浅越まお、高瀬ユリア
- 敬語責め（10月5日、ワープエンタテインメント）共演:麻生岬
- キレイめ妄想お嬢さん（10月7日、BRAVO）
- ～悪用厳禁～服従の心理術 浸凌M奴隷（10月7日、アタッカーズ）
- フェラコレ2007秋SP（10月13日、隼エージェンシー）他多数出演
- 中出しされた女教師たち 2（10月19日、ミスター・インパクト）他出演:加瀬あゆむ、姫野愛、青山亜里沙、藤咲飛鳥
- 内向的オナニー中毒少女（10月19日、ドグマ）
- FELLATIO FESTIVAL 7（11月1日、アイデアポケット）他出演:Marin.、真中かおり、高瀬七海、池野朋、飯島夏希 他9人
- 奴隷島 最終章 永遠の凌辱…（11月7日、アタッカーズ）共演:滝沢優奈、持田茜、山口まゆ、椎名りく
- こだわりの手コキ 4時間SP 6 30人のハンドメイド（11月10日、隼エージェンシー）他29名出演
- DILDO QUEEN（11月13日、ミル）
- 猥褻性犯罪 眠らせてレイプ（11月25日、ながえスタイル）他出演:牧あられ、黒田ユリ
- 絶頂拷問 常軌を逸脱した理解不能の快楽（12月7日、アタッカーズ）
- SUND★ME!!（12月15日、ワープエンタテインメント）他多数出演
- オナニスト 第19章（2007年12月8日、隼エージェンシー）他多数出演
- 感じる女の表情と腋の下（12月19日、ミスター・インパクト）他多数出演

2008年
- KISS MANIA キスマニア Vol.5（2月19日、ミスター・インパクト）他多数出演
- 恋縄 Wrapping Doll（4月19日、ドグマ）
- 人妻レイプ4時間 3 犯られまくる9人の人妻たち（5月23日、Nadeshiko）他8名出演
- 女教師 in… ［脅迫スイートルーム］（9月15日、ドリームチケット）
- CFNM◆働くお姉さん（10月15日、ワープエンタテインメント）他出演:村上里沙、堀口奈津美、鮎川なお、雪見紗弥、藤宮櫻花、艶堂しほり、七瀬かすみ、村上涼子、山口玲子